# أوفه إلباك
أوفه إلباك (بالدنماركية: Uffe Elbæk)‏ (ولد في 15 يونيو 1954 في راي هويسكلو) هو مؤلف، صحافي، رجل أعمال، وسياسي ورئيس حزب البديل الدنماركي. شغل منصب وزير الثقافة الدنماركي، من 3 أكتوبر 2011 إلى ديسمبر 2012.
كان في الأصل عضوًا في الحزب الليبرالي الاجتماعي الدنماركي، الذي غادره في سبتمبر 2013. وهو الآن يمثل حزبًا جديدًا باسم «حزب البديل الدنماركي»، والذي أسسه مع جوزفين فوك في نوفمبر 2013. وقد حصل حزب البديل على 4,8% من الأصوات في الانتخابات البرلمانية في الدنمارك في 18 يونيو 2015 وحصل على 9 مقاعد في البرلمان الدنماركي.

## العمل المهني
ولد إلباك في 15يونيو 1954، في راي هويسكلو. وهو المؤسس والمدير السابق لكلية كاوسبايلوت الدولية لتصميم الأعمال الجديدة والابتكار الاجتماعي، في مدينة آرهوس. وكانت الإلهام لإنشاء العديد من المدارس الدولية الموجودة في النرويج والسويد وهولندا.
من 2007 إلى 2009، شغل إلباك منصب الرئيس التنفيذي لمنظمة آوتغايمز إنترناشيونال لعام 2009.
في يوليو 2010، أسس إلباك شركة الاستشارات «تشاينج ذا غايم» مع التركيز على مهارات التدريب على القيادة، الحملات السياسية ومفاهيم الابتكار الاجتماعي.

### العمل السياسي

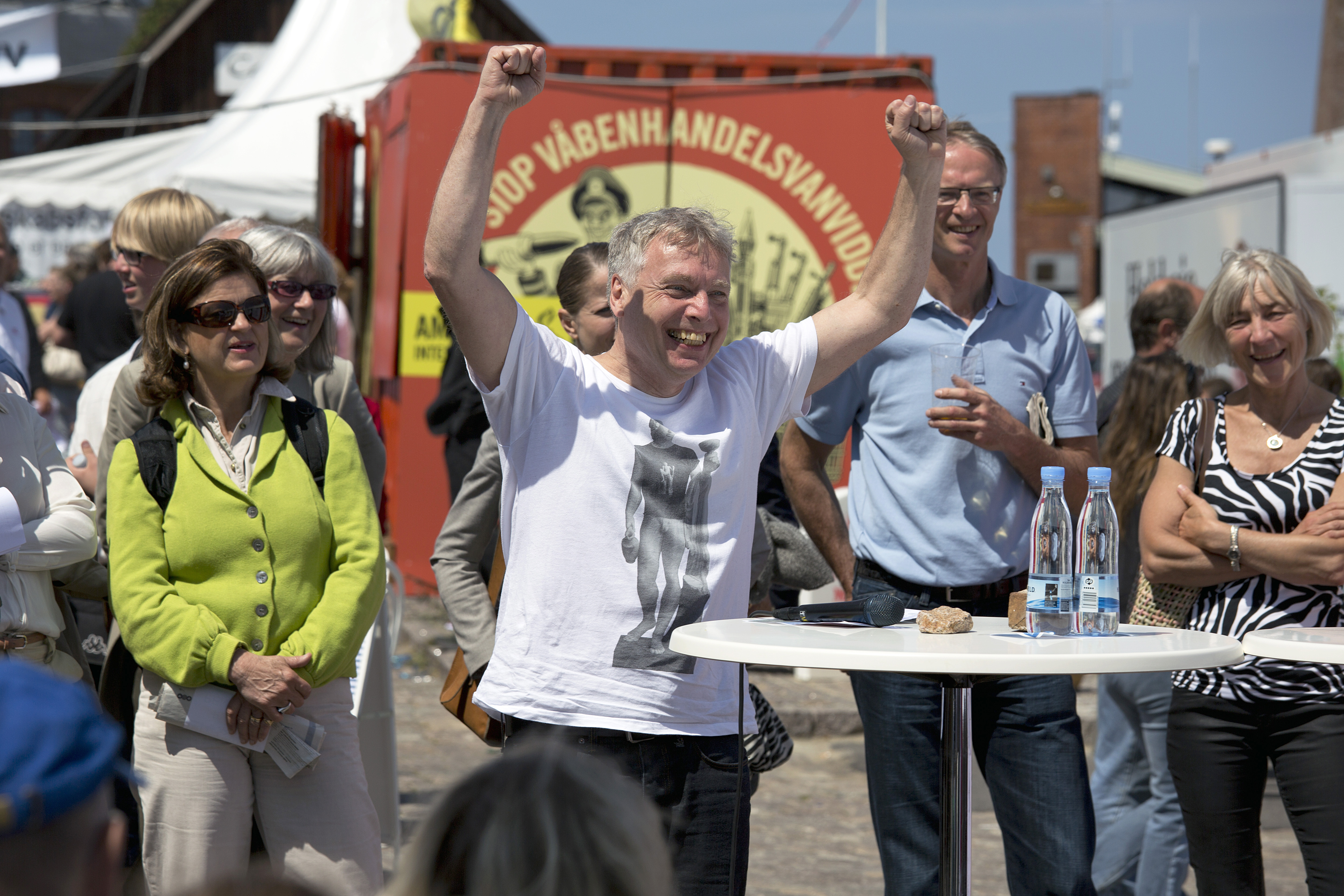
أوفه إلباك في اجتماع في عام 2012

حصل على مقعد في البرلمان الدنماركي عن الحزب الليبرالي الاجتماعي الدنماركي، في الانتخابات البرلمانية الدنماركية عام 2011. في 3 أكتوبر 2011 تم تعيينه وزيرًا للثقافة الدنماركية في الحكومة. استقال من منصبه الوزاري في ديسمبر 2012 بعد انتقادات لعقده 5 تجمعات رسمية في منظمة «أكاديمية الإبداع للعاطلين عن العمل» (بالدنماركية: AFUK - Akademiet Utæmmet Kreativitet)‏ أين كان يشغل سابقا منصب رئيس، واين كان يعمل زوجه. وفي وقت لاحق، تمت تبرئته من جميع التهم الموجهة إليه من قبل هيئة التدقيق الوطنية في الدنمارك، والتي خلصت إلى أنه لم يكن لديه تضارب في المصالح. وانتقدت الوزارة بدلاً من ذلك لبعض الجوانب الأخرى المتعلقة بالقضية.

### حزب البديل الدنماركي

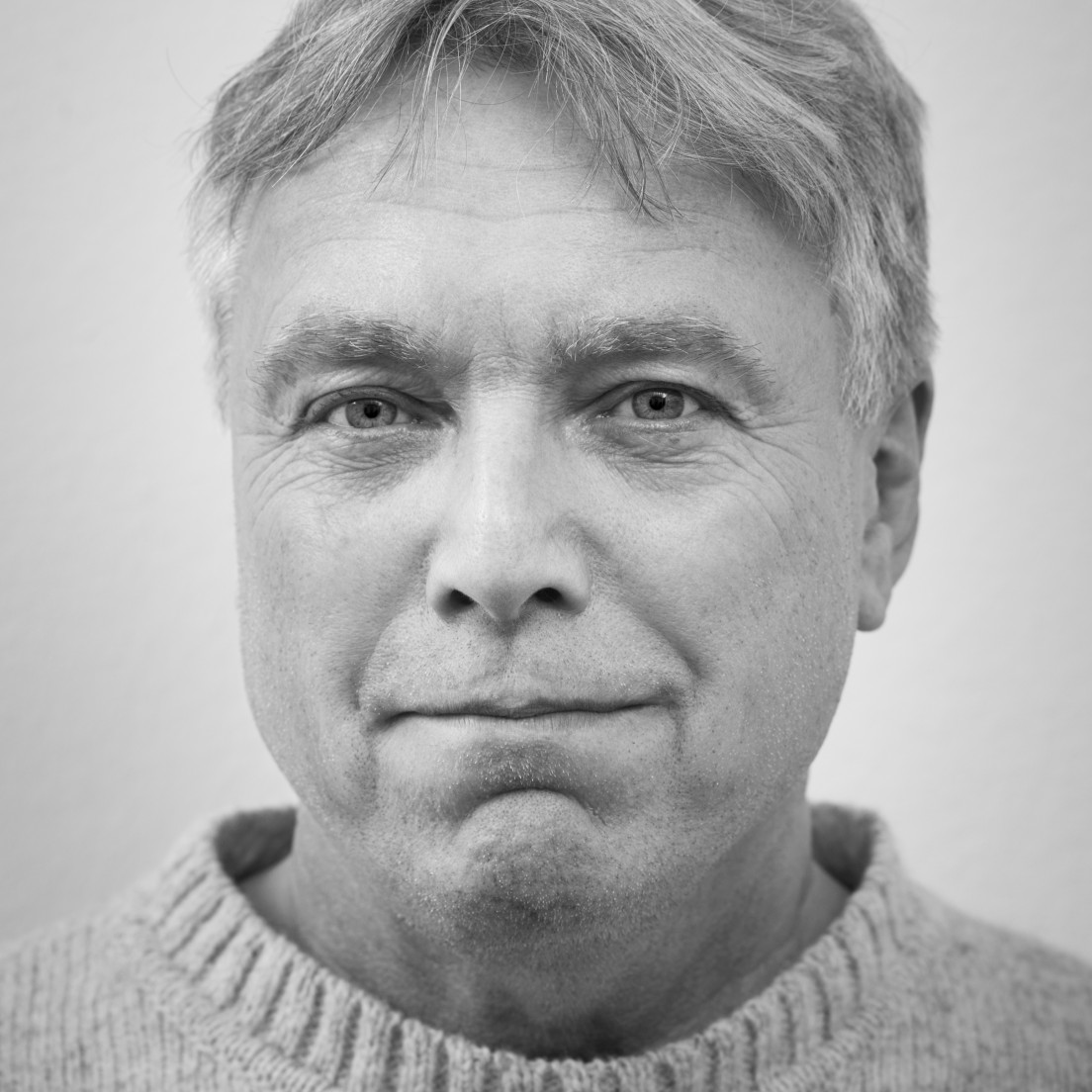
ملصق انتخابي لأوفه إلباك في الانتخابات العامة الدنماركية ، 2015

في 27 نوفمبر 2013، قام أوفه إلباك بمؤتمر صحفي أعلن فيه عن تشكيل حزب سياسي «للخضر» جديد يسمى حزب البديل. لم يكن لدى الحزب برنامج سياسي تقليدي، لكنه أراد تطويره مع المواطنين من خلال ما يسمى «المختبرات السياسية».
خلال ربيع عام 2014، تم إجراء 20 مختبرا سياسيا في جميع أنحاء الدنمارك، حيث شارك أكثر من 700 مواطن. بعد ذلك بوقت قصير، في 24 أيار/مايو، أصبح البرنامج السياسي الأول الذي يتم فيه التعهيد الجماعي حقيقة واقعة. يتم تحديث البرنامج السياسي بانتظام حيث يتم تطوير السياسات المحددة من خلال المختبرات السياسية، ثم التحقق منها وإقرارها من قبل وحدة صانعي القرار السياسي في المنتدى السياسي للحزب.
في 23 فبراير/شباط، استخدم أوفه إلباك موقع تويتر لكسر الأخبار التي تفيد بأن حزب البديل الدنماركي قد جمع ما يكفي من التوقيعات ليصبح مؤهلاً للمشاركة في الانتخابات البرلمانية المقبلة. تم تأكيد ذلك رسميا وقبلته وزارة الداخلية في 23 مارس، حيث تم منح الحزب القبول «على القوائم الانتخابية».
في الانتخابات البرلمانية في 18 يونيو، حصل البديل على 4,8% من الأصوات (168.788 صوتا انتخابيا)، والتي أعطتهم تسعة مقاعد في البرلمان. وحصل إلباك على 18، 796 صوتا انتخابيا، وبذلك كان عاشر من يربح أصواتا انتخابية في هذه الانتخابات.

## الحياة الخاصة
إلباك مثلي الجنس علنا، وهو يعيش في شراكة مسجلة مع عالم الأنثروبولوجيا «ينيس بيدرسن»، في فريدريكسبرج. إلباك أيضا لديه إبنان احدهما بالتبني من علاقة سابقة. وهو عضو في منظمتي إل جي بي تي الدنمارك ومنظمة العفو الدولية.

## روابط خارجية
- أوفه إلباك على موقع IMDb (الإنجليزية)